# Vitré
Vitré é uma comuna francesa na região administrativa da Bretanha, no departamento Ille-et-Vilaine. Estende-se por uma área de 36,58 km². Em 2010 a comuna tinha 18 815 habitantes (densidade: 514,4 hab./km²).

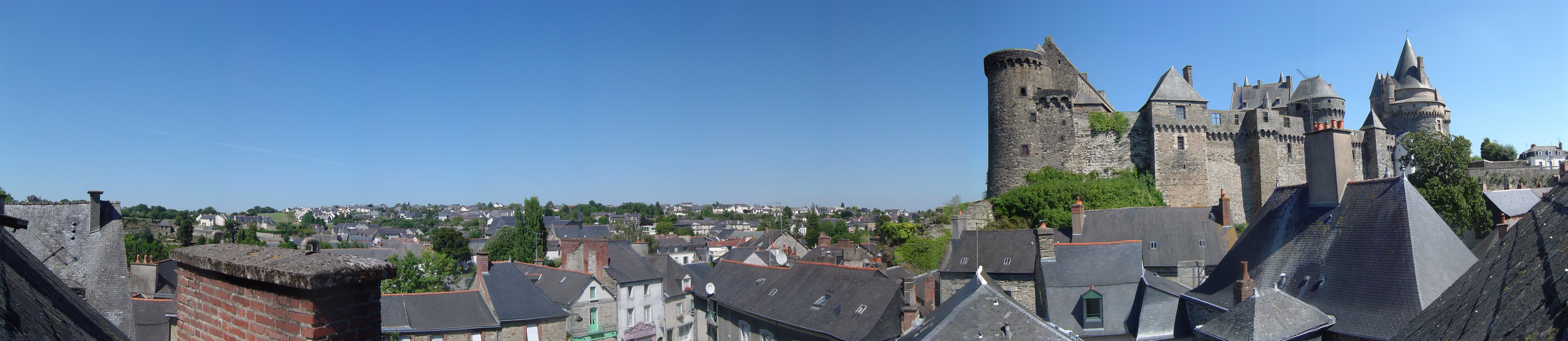
Visão panorâmica do subúrbio medieval de Rachapt em Vitré.